# Championnat d'Angleterre de football de deuxième division 2002-2003
Navigation
Édition précédente Édition suivante
La saison 2002-2003 de Football League First Division est la 100e édition de la deuxième division anglaise et la onzième sous l'appellation Football League First Division.
Les vingt-quatre clubs participants au championnat sont confrontés à deux reprises aux vingt-trois autres pour un total de 552 matchs. La saison régulière démarre en août 2002 et se termine en mai 2003, les barrages de promotion se jouant par la suite. À la fin de la saison, le premier et le deuxième sont promus en Premier League et les quatre suivants s'affrontent en barrages. Les trois derniers sont quant à eux relégués en Football League Second Division.
Portsmouth FC remporte le championnat et est promu directement comme le vice-champion, Leicester City. Wolverhampton Wanderers s'impose lors des barrages de promotion et est le troisième promu.

## Compétition

### Classement
Le classement est établi sur le barème de points classique (victoire à 3 points, match nul à 1, défaite à 0).
Pour départager les égalités, on tient d'abord compte du nombre de buts marqués, puis du nombre de buts encaissés.
| Rang | Équipe                   | Pts | J  | G  | N  | P  | Bp | Bc | Diff |
| ---- | ------------------------ | --- | -- | -- | -- | -- | -- | -- | ---- |
| 1    | Portsmouth FC            | 98  | 46 | 29 | 11 | 6  | 97 | 45 | +52  |
| 2    | Leicester City R         | 92  | 46 | 26 | 14 | 6  | 73 | 40 | +33  |
| 3    | Sheffield United         | 80  | 46 | 23 | 11 | 12 | 72 | 52 | +20  |
| 4    | Reading FC P             | 79  | 46 | 25 | 4  | 17 | 61 | 46 | +15  |
| 5    | Wolverhampton Wanderers  | 76  | 46 | 20 | 16 | 10 | 81 | 44 | +37  |
| 6    | Nottingham Forest        | 74  | 46 | 20 | 14 | 12 | 82 | 50 | +32  |
| 7    | Ipswich Town R           | 70  | 46 | 19 | 13 | 14 | 80 | 64 | +16  |
| 8    | Norwich City             | 69  | 46 | 19 | 12 | 15 | 60 | 49 | +11  |
| 9    | Millwall FC              | 66  | 46 | 19 | 9  | 18 | 59 | 69 | -10  |
| 10   | Wimbledon FC             | 65  | 46 | 18 | 11 | 17 | 76 | 73 | +3   |
| 11   | Gillingham FC            | 62  | 46 | 16 | 14 | 16 | 56 | 65 | -9   |
| 12   | Preston North End        | 61  | 46 | 16 | 13 | 17 | 68 | 70 | -2   |
| 13   | Watford FC               | 60  | 46 | 17 | 9  | 20 | 54 | 70 | -16  |
| 14   | Crystal Palace           | 59  | 46 | 14 | 17 | 15 | 59 | 52 | +7   |
| 15   | Rotherham United         | 59  | 46 | 15 | 14 | 17 | 62 | 62 | 0    |
| 16   | Burnley FC               | 55  | 46 | 15 | 10 | 21 | 65 | 89 | -24  |
| 17   | Walsall FC               | 54  | 46 | 15 | 9  | 22 | 57 | 69 | -12  |
| 18   | Derby County R           | 52  | 46 | 15 | 7  | 24 | 55 | 74 | -19  |
| 19   | Bradford City            | 52  | 46 | 14 | 10 | 22 | 51 | 73 | -22  |
| 20   | Coventry City            | 50  | 46 | 12 | 14 | 20 | 46 | 62 | -16  |
| 21   | Stoke City P             | 50  | 46 | 12 | 14 | 20 | 45 | 69 | -24  |
| 22   | Sheffield Wednesday FC   | 46  | 46 | 10 | 16 | 20 | 56 | 73 | -17  |
| 23   | Brighton & Hove Albion P | 45  | 46 | 11 | 12 | 23 | 49 | 67 | -18  |
| 24   | Grimsby Town             | 39  | 46 | 9  | 12 | 25 | 48 | 85 | -37  |

Promotions
- 1er et 2e : promotion en Premier League
- 3e à 6e : barrages de promotion

Relégations
- 22e à 24e : relégation en Football League Second Division

Abréviations
- R : Relégués de Premier League
- P : Promus de Football League Second Division

### Barrages de promotion
|  | Demi-finales | Demi-finales            | Demi-finales            | Demi-finales            |                  |                  | Finale | Finale | Finale | Finale |
|  |              |                         |                         |                         |                  |                  |        |        |        |        |
|  |              |                         |                         |                         |                  |                  |        |        |        |        |
|  | 6            | Nottingham Forest       | 1                       | 3                       |                  |                  |        |        |        |        |
|  | 6            | Nottingham Forest       | 1                       | 3                       |                  |                  |        |        |        |        |
|  | 3            | Sheffield United        | 1                       | 5                       |                  |                  |        |        |        |        |
|  | 3            | Sheffield United        | 1                       | 5                       | Sheffield United | Sheffield United | 0      | 0      |        |        |
|  |              |                         |                         |                         | Sheffield United | Sheffield United | 0      | 0      |        |        |
|  |              |                         | Wolverhampton Wanderers | Wolverhampton Wanderers | 3                | 3                |        |        |        |        |
|  | 5            | Wolverhampton Wanderers | Wolverhampton Wanderers | Wolverhampton Wanderers | 3                | 3                | 2      | 1      |        |        |
|  | 5            | Wolverhampton Wanderers |                         |                         |                  |                  |        | 1      |        |        |
|  | 4            | Reading FC              | 1                       | 0                       |                  |                  |        |        |        |        |
|  | 4            | Reading FC              | 1                       | 0                       |                  |                  |        |        |        |        |

Wolverhampton Wanderers remporte la finale, 3 à 0, au Millennium Stadium et est promu en Premier League.